# This Is Sinatra!
Albums de Frank Sinatra
Songs for Swingin' Lovers!
(1956) Close to You
(1957)
This Is Sinatra! est un album de Frank Sinatra, sorti en 1956.

## L'album
Il s'agit de la première compilation des singles et face-B de Sinatra et Nelson Riddle. Elle sera suivie en 1958 d'une deuxième volume.

### Titres
1. I've Got the World on a String (en) (Harold Arlen, Ted Koehler) - 2:14
2. Three Coins in the Fountain (Jule Styne, Sammy Cahn) - 3:07
3. Love and Marriage (en) (Jimmy Van Heusen, Cahn) - 2:41
4. From Here to Eternity (Freddy Karger, Robert Wells) - 3:01
5. South of the Border (Jimmy Kennedy, Michael Carr) - 2:52
6. Rain (Falling from the Skies) (Robert Mellin, Gerald Finlay) - 3:27
7. The Gal That Got Away (Arlen, Ira Gershwin) - 3:12
8. Young at Heart (Johnny Richards, Carolyn Leigh) - 2:53
9. Learnin' the Blues (en) (Dolores Silvers) - 3:04
10. My One and Only Love (Guy Wood, Mellin) - 3:14
11. (Love Is) The Tender Trap (en) (Van Heusen, Cahn) - 3:00
12. Don't Worry 'Bout Me (en) (Rube Bloom, Koehler) - 3:07

### Charts
| Chart           | Année | Place |
| --------------- | ----- | ----- |
| UK Albums Chart | 1957  | 1     |